# Église Notre-Dame-de-Bethléem de Barcelone
Ne doit pas être confondu avec Église de Bethléem.
L'église Notre-Dame-de-Bethléem (en catalan : Església de la Mare de Déu de Betlem), ou simplement église de Bethléem, est une église catholique de style baroque située dans la vieille ville de Barcelone.
Elle est enregistrée comme monument déclaré dans le registre des Biens culturels d'intérêt national du patrimoine catalan et dans le registre des Biens d'intérêt culturel du patrimoine espagnol.

## Histoire

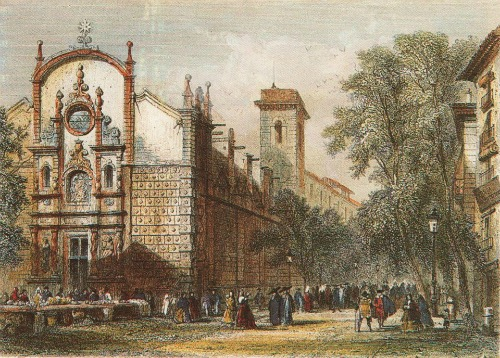
L'église de Bethléem en 1845, gravure d'Adolphe Rouarge (Chardin, Paris).

L'église originale faisait partie du Collège Notre-Dame de Bethléem, le premier d'enseignement supérieur géré par les Jésuites, fondé en 1544 par María Manrique de Lara. L'église a été bâtie en 1553, mais a été victime en 1671 d'un incendie, ce qui a justifié une nouvelle construction. Projetée par Josep Juli et dirigée par les pères jésuites Francisco Tort (architecte) et Pau Diego de Lacarre (sculpteur), elle a été bâtie entre 1680 et 1729, bien que son décor intérieur se soit prolongé jusqu'en 1855. À la suite de l'expulsion des Jésuites d'Espagne en 1767, l'église a été convertie en paroisse de l'archidiocèse de Barcelone. En 1936 elle a été incendiée au cours de la guerre civile espagnole, et a perdu le somptueux décor baroque de l'intérieur. L'autel majeur possédait un grand retable doré, élaboré en 1866, et les chapelles latérales avaient également divers retables, ainsi que des peintures murales d'Antonio Viladomat et Joseph Flaugier.

## Description

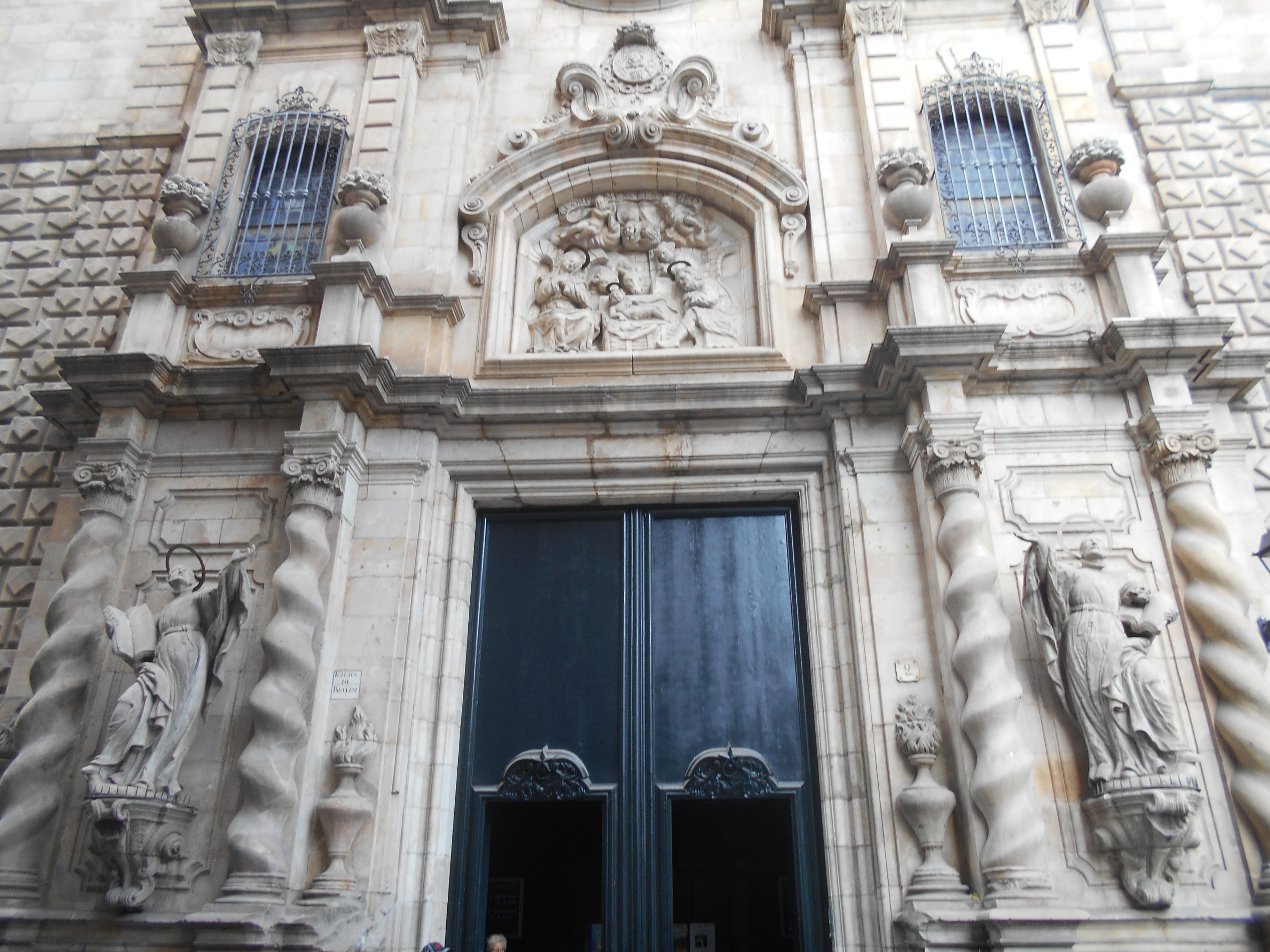
Façade principale.

Le temple suit le modèle des églises jésuites de la Contre-Réforme, qui avaient pour référence l'église du Gesù de Rome. L'église a une seule nef, et des chapelles latérales.

## Galerie

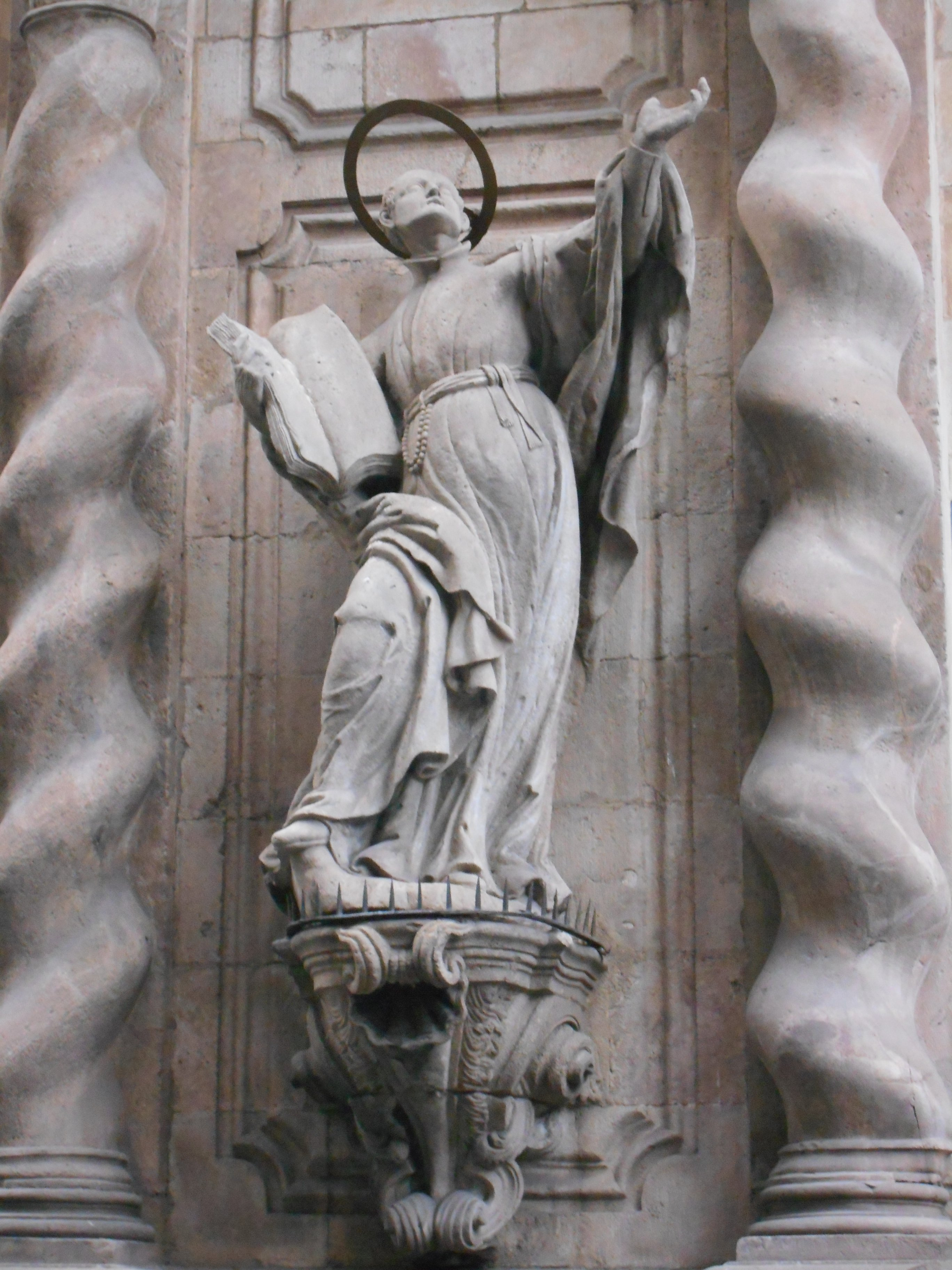
Saint Ignace de Loyola.
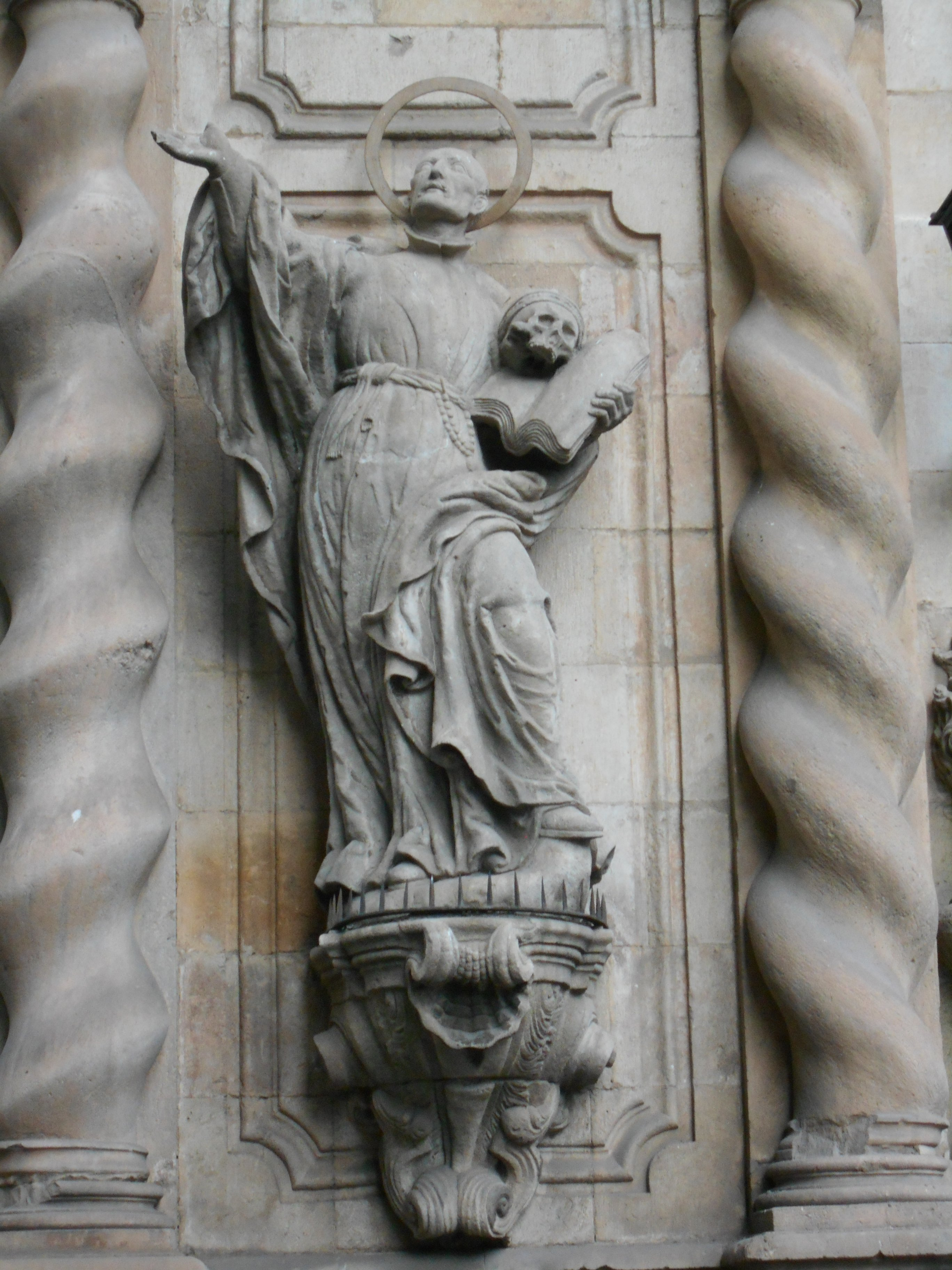
Saint François.
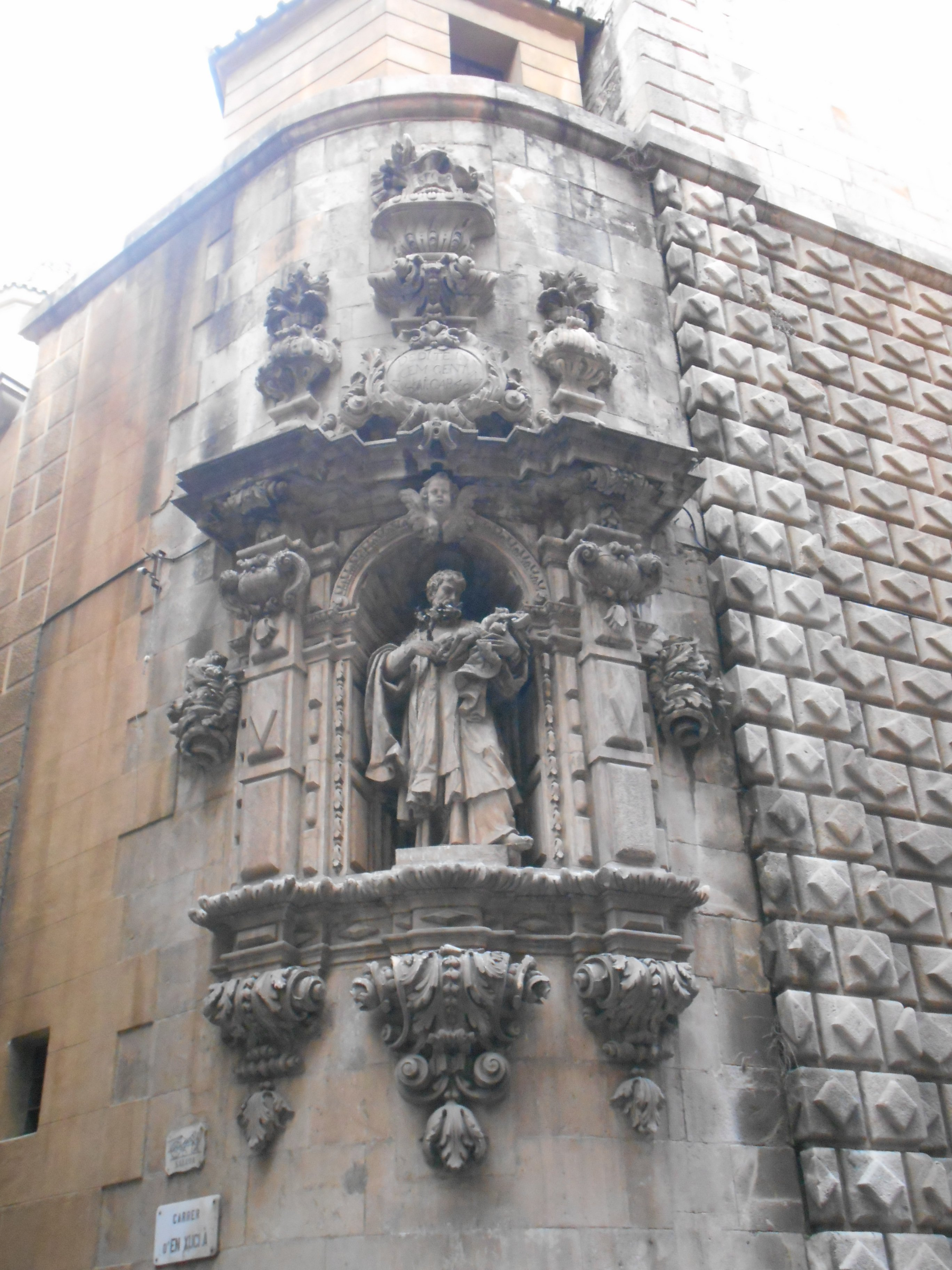
Saint François Xavier.
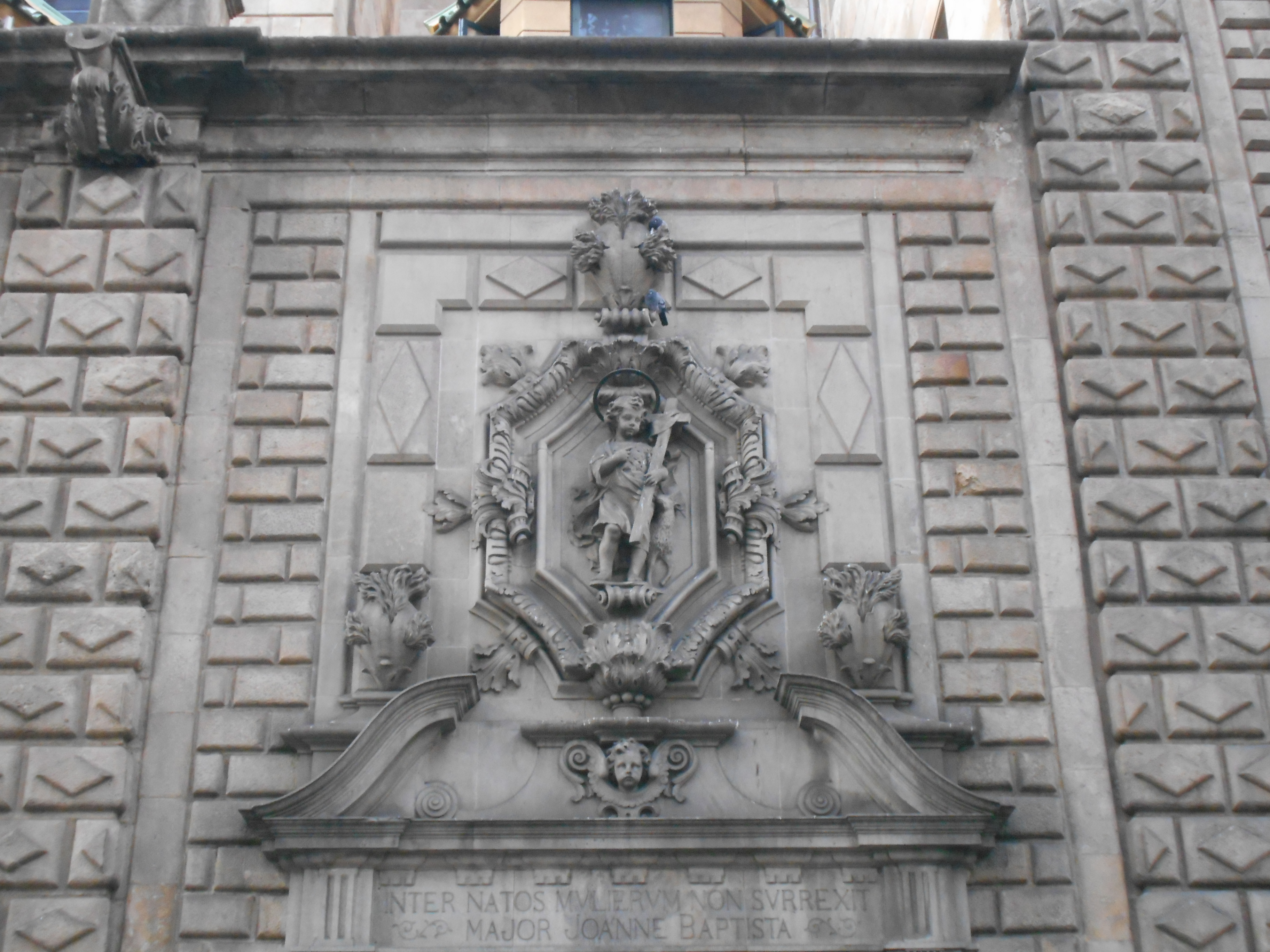
Saint Jean Baptiste.
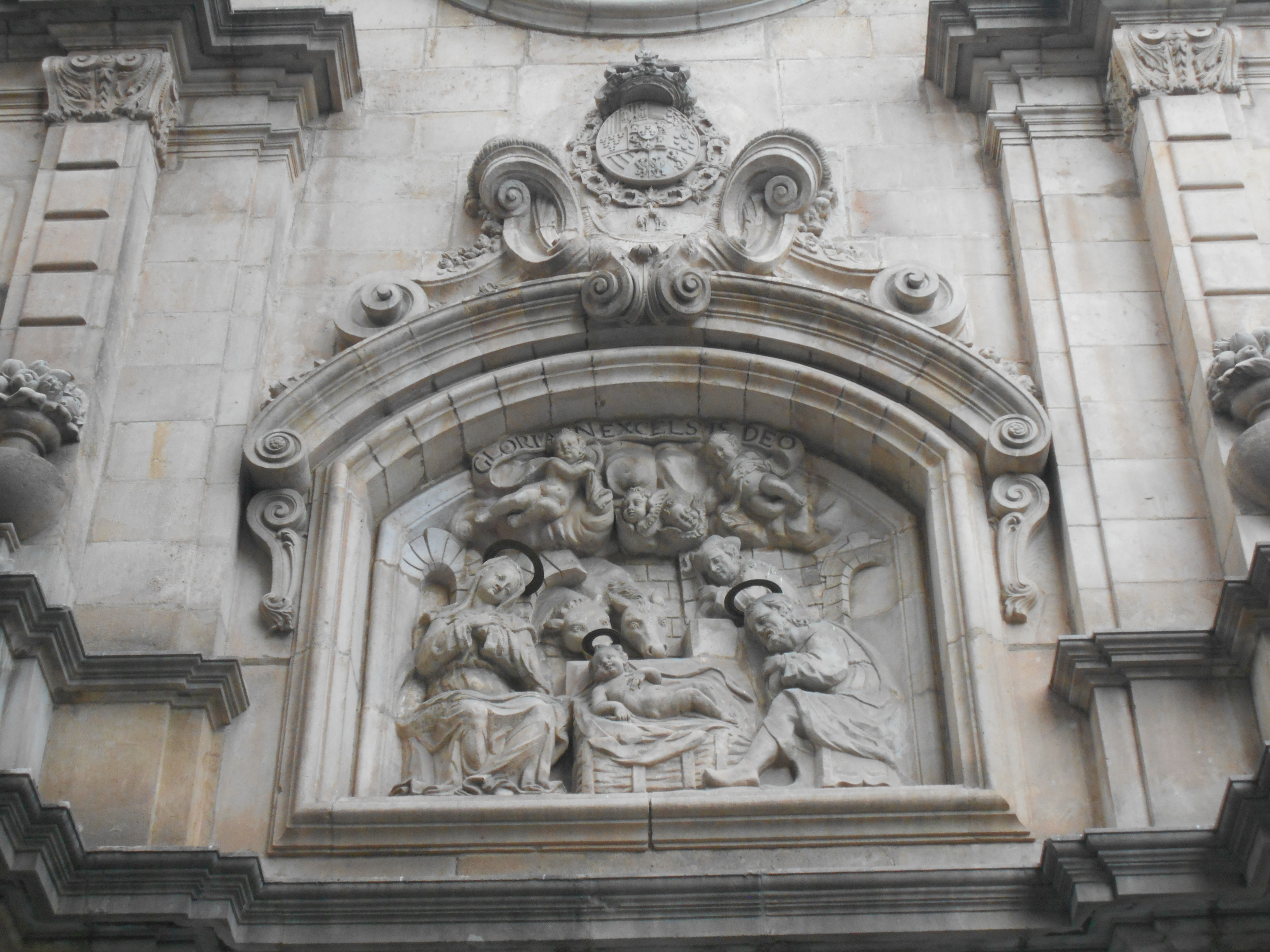
L'Enfant Jésus.
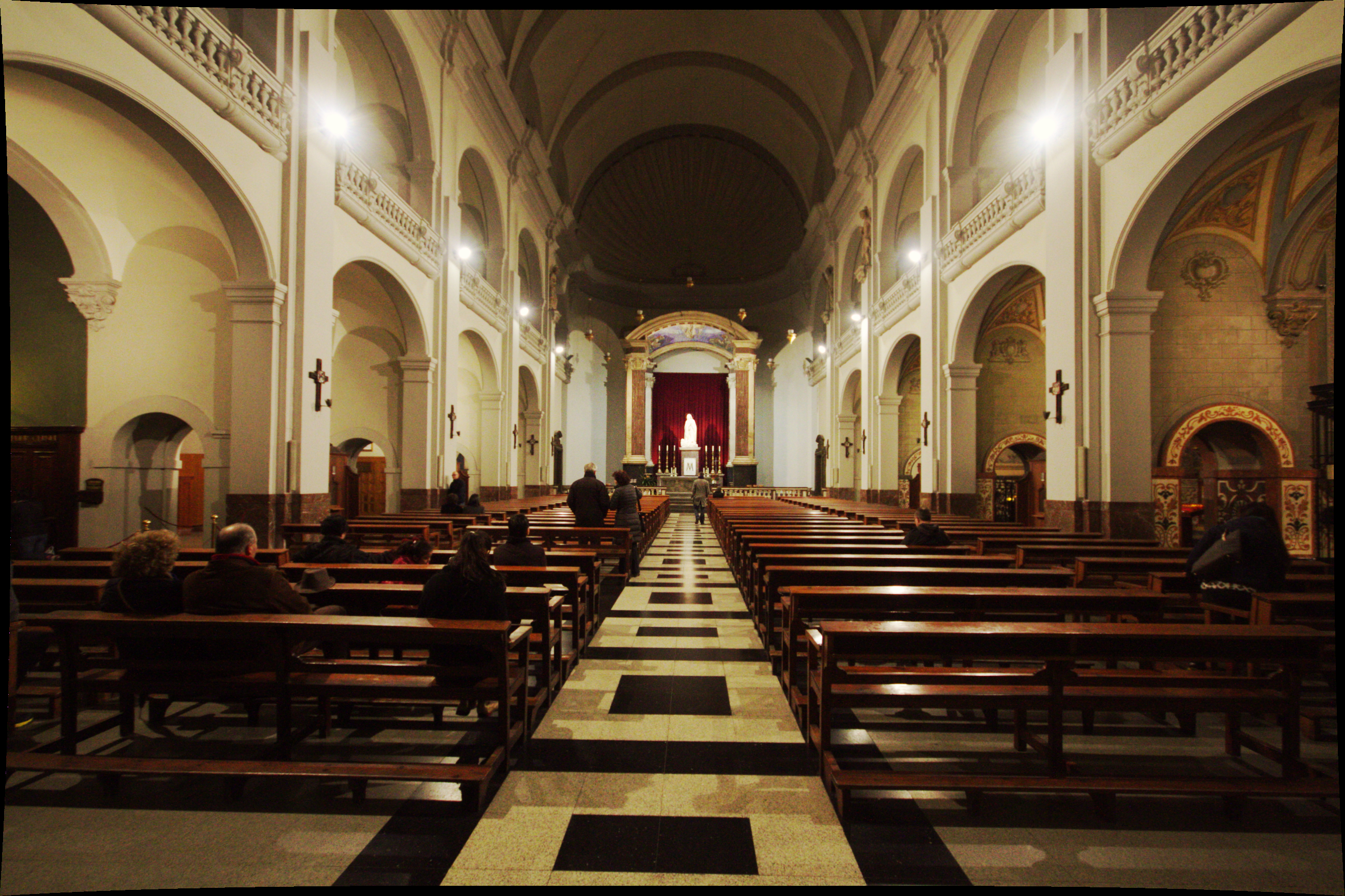
Intérieur
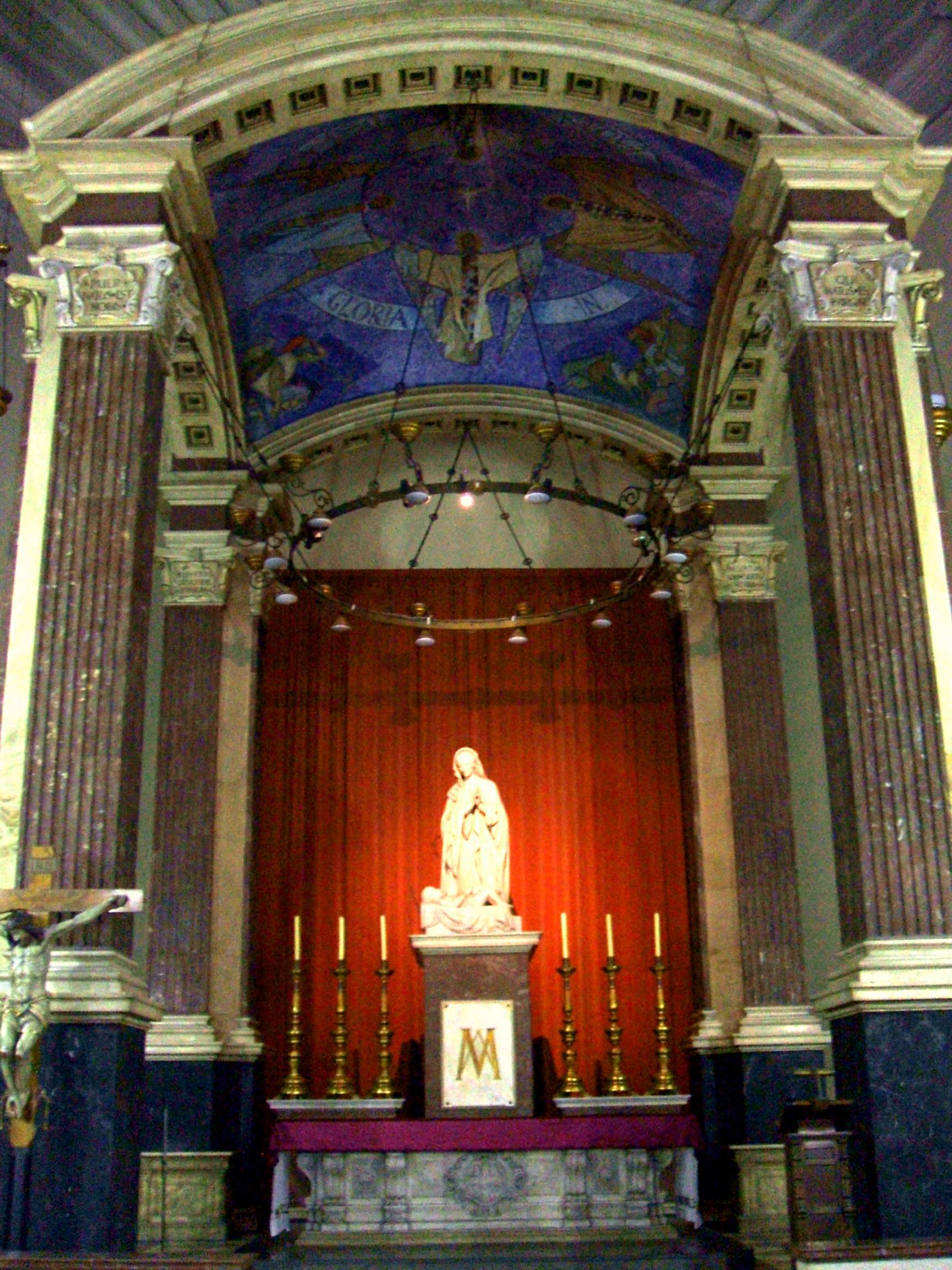
Autel majeur.
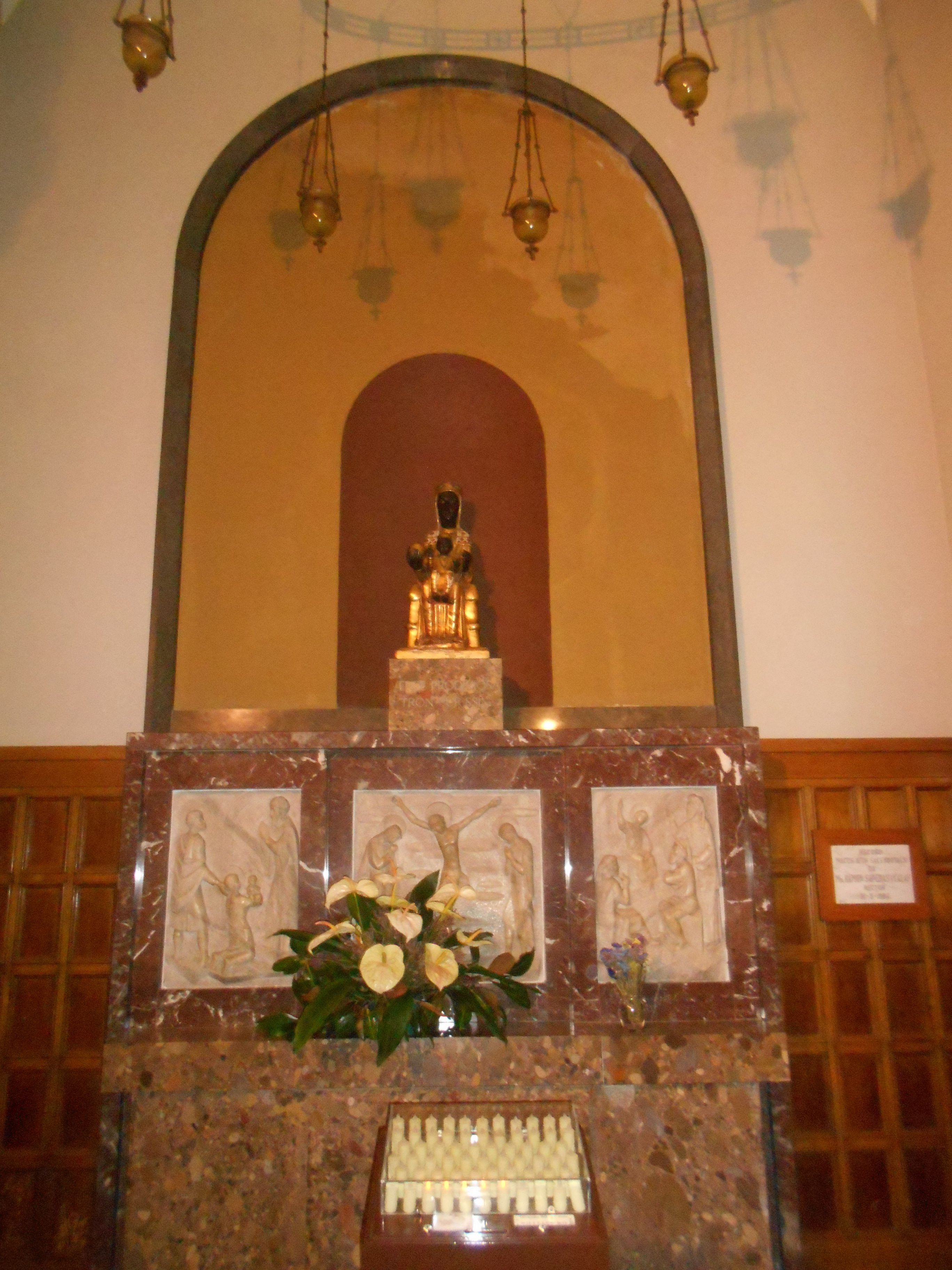
Chapelle de Nuestra Señora de Montserrat.
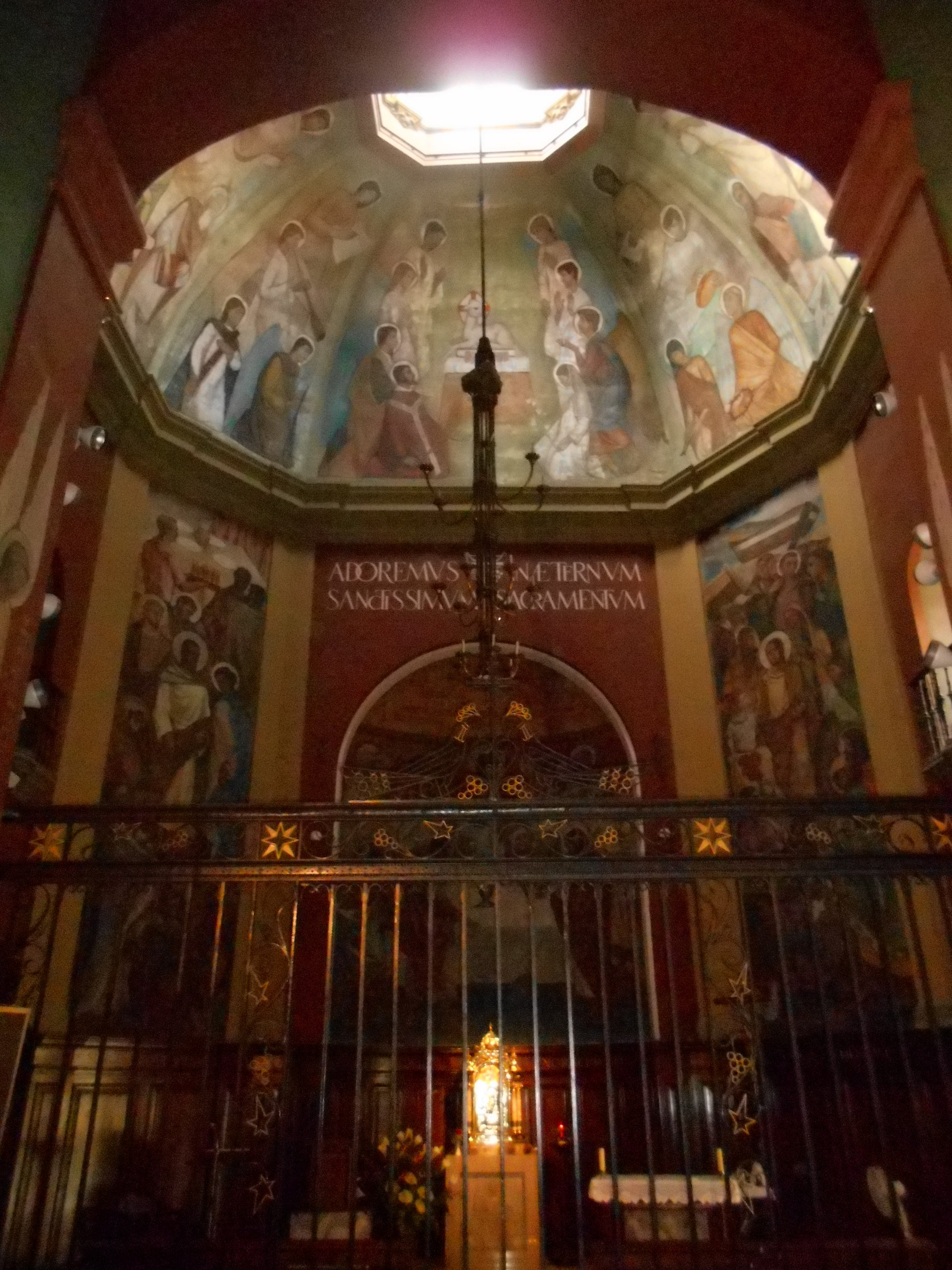
Chapelle del Santísimo Sacramento.